# نسل‌کشی اویغورها
نسل‌کشی اویغورها، مجموعه‌ای ادامه‌دار از نقض حقوق بشر توسط حکومت چین علیه اویغورها و سایر اقلیت‌های قومی و دینی در سین‌کیانگ و اطراف آن است. از سال ۲۰۱۴، حکومت چین تحت حاکمیت حزب کمونیست چین در دوران حکومت شی جین پینگ، دبیر کل این حزب، سیاستی را دنبال کرده که به بازداشت و نگهداری بیش از یک میلیون مسلمان (که اکثریت آنان اویغور هستند) در توقیف‌گاه‌های مخفی، بدون هیچ‌گونه فرایند حقوقی، منجر شده‌است. منتقدان این سیاست، از آن به عنوان چینی‌سازی سین‌کیانگ یاد کرده‌اند و آن را نوعی نسل‌کشی نژادی یا فرهنگی دانسته‌اند. بسیاری از فعالان، سازمان‌های مردم‌نهاد، متخصصان حقوق بشر و مقامات دولتی این سیاست را نوعی نسل‌کشی خوانده‌اند.
به‌طور خاص، منتقدان بر جمع‌آوری اویغورها در اردوگاه‌های بازآموزی سین‌کیانگ، سرکوب آموزه‌های دینی اویغورها، القای باورهای سیاسی، مراقبت نامناسب از بیماران، و گزارش‌هایی از نقض حقوق بشر، شامل عقیم‌سازی و پیشگیری از بارداری اجباری، متمرکز هستند. آمار حکومت چین نشان می‌دهد که از سال ۲۰۱۵ تا ۲۰۱۸، نرخ زاد و ولد در ختن و کاشغر، که بیشتر اویغورنشین هستند، بیش از ۶۰٪ کاهش یافته‌است. در همین بازه زمانی، نرخ زاد و ولد تمام کشور ۹٫۶۹٪ کاهش یافته و از ۱۲٫۰۷ به ۱۰٫۹ به ازای هر ۱٬۰۰۰ نفر رسیده‌است. مقامات چینی تأیید کردند که در ۲۰۱۸، نرخ زاد و ولد در سین‌کیانگ به حدود دو سوم میزان قبلی آن رسیده، اما گزارش‌های عقیم‌سازی اجباری و نسل‌کشی را رد کردند. نرخ زاد و ولد در سین‌کیانگ به سقوط ادامه داده و در سال ۲۰۱۹، که نرخ زاد و ولد کل چین، ۴٫۲٪ کاهش یافت، با کاهشی حدوداً ۲۴٪ همراه بود.
بازخوردهای بین‌المللی، متفاوت بوده‌اند. ۵۴ عضو سازمان ملل متحد تا اکتبر ۲۰۲۰ از سیاست‌های چین در سین‌کیانگ حمایت می‌کردند، و از اکتبر ۲۰۲۰، ۴۵ عضو به حمایت از این سیاست‌ها پرداخته‌اند. ۳۹ عضو هم نقض حقوق بشر در سین‌کیانگ را محکوم کرده‌اند. در ژوئیه و اوت ۲۰۲۰، گروه‌های حقوق بشری از دیوان کیفری بین‌المللی و شورای حقوق‌بشر سازمان ملل متحد درخواست کردند تا تحقیقاتی را در خصوص اتهامات مربوط به جنایات علیه بشریت و نسل‌کشی روی مقامات چینی آغاز کنند.
در دسامبر ۲۰۲۰، دیوان کیفری بین‌المللی از آغاز تحقیقات علیه چین امتناع کرد و اعلام داشت که بر اساس دیوان کیفری بین‌المللی برمبنای اساسنامه رم، این دیوان در خصوص اکثریت اتهامات مطرح‌شده، از صلاحیت قضایی برخوردار نیست. دیوان کیفری بین‌المللی در ارزیابی جداگانه‌ای حکم داد که انتقال اویغورها از کامبوج و تاجیکستان، که هر دو از اعضای دیوان هستند، یک جنایت علیه حقوق بشر محسوب نمی‌شود.

## موارد نسل‌کشی

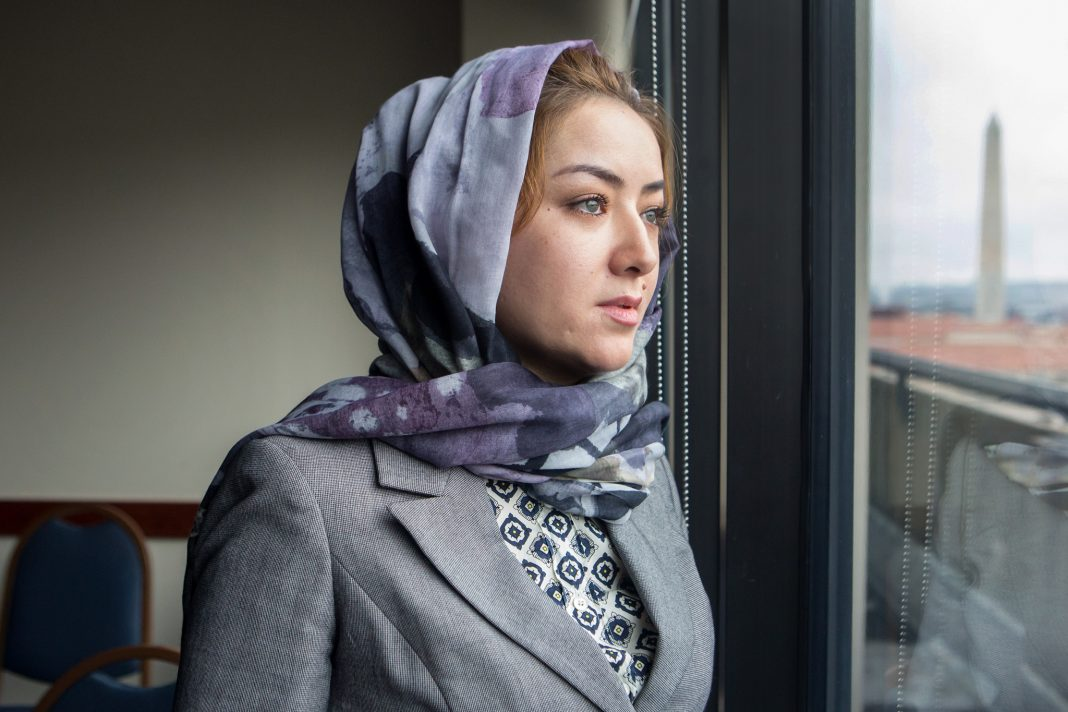
مهری‌گل تورسون یکی از زندانیان سابق کمپ‌های اجباری

### تجاوز سیستماتیک به زنان مسلمان
گزارشی تحقیقاتی که توسط بی‌بی‌سی در تاریخ ۲ فوریه ۲۰۲۱ منتشر شد، حاکی از این است که علیه زنان مسلمان چین به طرز سیستماتیک تجاوز جنسی صورت می‌گیرد. بر اساس این گزارش، زنان زندانی در کمپ‌های اصطلاحاً «بازآموزی» به شکل سیستماتیک توسط ماموران و زندان‌بانان حکومت کمونیست چین مورد تجاوز، آزار‌و‌اذیت و شکنجه جنسی قرار گرفته‌اند. تورسونای ضیاالدین، یکی از زنان مسلمان اویغوری است که از این جنایات پرده‌برداشته‌است. خانم ضیاالدین - که خودش یکی از این قربانیان بوده - می‌گوید متجاوزین با لباس رسمی (کت‌وشلواری) بودند و لباس پلیس بر تن نداشتند. خانم ضیاالدین - که ۹ ماه را در این کمپ‌ها سپری کرده - بلافاصله پس از آزادی، از چین فرار کرده‌است. او ابتدا به قزاقستان رفته و نهایتاً به آمریکا پناهنده شد. او می‌گوید زن‌ها را «هر شب» از سلول‌هایشان خارج می‌کردند و گاهی یک و یا دو مرد از «مردان چینی ماسک‌دار» به آنها تجاوز می‌کردند. ضیاالدین افزود او سه بار مورد شکنجه و تجاوز قرار گرفته، که هربار توسط دو یا سه مرد چینی صورت گرفت. ضیاالدین اظهار داشت که هنگام ورود زنان مسلمان به این کمپ‌ها، ماموران گوشواره‌هایشان را به زور از گوش‌هایشان می‌کندند، طوری که منجر به خونریزی می‌شده‌است. بر اساس این گزارش و بنا بر گفته خبرنگاران بی‌بی‌سی، شهادت خانم ضیاالدین با داده‌های تاریخی، تصاویر ماهواره‌ای و شهادت دیگر قربانیان هم‌خوانی دارد. همچنین یک زن قزاق - که ۱۸ ماه را در این کمپ‌های اجباری سپری کرده - اظهار داشت که ماموران کمپ او را مجبور کرده‌اند تا دست‌و‌پای زنان اویغور را بسته و پس از اینکه مردان چینی وارد اتاق شده‌اند، محل را ترک کرده و پس از انجام کار، اتاق را تمیز کند. برخی از قربانیان ادعا کردند که توسط ماموران چینی مجبور به همکاری و مشارکت در این تجاوزها می‌شدند.

### عقیم‌سازی اجباری
گاردین با انتشار گزارشی که در تاریخ ۴ سپتامبر ۲۰۲۰ و به نقل از یک معلم اویغور منتشر شد، از عقیم‌سازی اجباری زنان مسلمان خبر داده‌است. خانم "قلبی‌نور صدیق" اظهار داشت زمانی که در کمپ‌های اجباری حبس بوده و در سن ۵۰ سالگی مجبور به عقیم‌سازی شده‌است. او افزود که بر اساس پیام‌هایی که از ماموران محلی دریافت کرده، زنان ۱۹ تا ۵۹ ساله می‌بایست هدف عقیم‌سازی اجباری حکومت کمونیست چین قرار گیرند.
در تاریخ ۳۰ ژوئن ۲۰۲۰ و در همین رابطه، "کمیسون آزادی بین‌المللی دینی آمریکا" اعمال عقیم‌سازی اجباری را یکی از شواهد وقوع «نسل‌کشی» علیه مسلمانان اویغور چین دانست و نسبت به تبعات آن به دولت چین هشدار داد.

### پیش‌گیری از بارداری و سقط جنین اجباری
به گزارش خبرگزاری آسوشیتد پرس، درحالیکه حکومت کمونیست چین، اکثریت هان را تشویق به افزایش فرزندآوری می‌کند، تلاش می‌کند تا جمعیت اقلیت مسلمان را کاهش دهد. این کار با روش‌هایی همچون عقیم‌سازی اجباری، پیش‌گیری از بارداری اجباری و سقط‌جنین اجباری صورت می‌گیرد. استراتژی  حزب کمونیست چین این است که جمعیت اویغورها را کاهش دهد تا نهایتاً منجر به محو شدن این قوم از چین شود. گزارش شده حکومت چین زنان اویغور را مجبور به استفاده از وسایل پیش‌گیری از بارداری همچون آی‌یودی می‌کند، به شکلی که به جز از طریق عمل جراحی، امکان خار کردن آن از داخل رحم وجود ندارد. اقدامی که مبتنی بر "کنوانسیون نسل‌کشی" سازمان ملل متحد،از مصادیق بارز نسل‌کشی و جنایت علیه بشریت به شمار می‌رود. یک نمونه دیگر از نسل‌کشی، سقط‌جنین اجباری است. چندین شاهد عینی گزارش کردند که حتی پس از بارداری بسیاری از زنان اویغور که پس از بارداری برای معاینه به بیمارستان رجوع کرده‌اند، توسط ماموران مجبور به سقط‌جنین شده‌اند.

### جداسازی و فروش اعضای بدن
بر اساس گزارشی که به شورای حقوق بشر سازمان ملل متحد تسلیم شده‌است، حکومت چین اعضای بدن اقلیت‌های قومی-مذهبی را «در سطح صنعتی» از بدن آنها جدا کرده و در بازارهای سیاه می‌فروشد. در این رابطه دادگاهی بین‌المللی تشکیل شده و «حامد سبی» یکی از وکلای قربانیان اویغور، در دفتر سازمان ملل متحد در ژنو اعلام کرد که «در ارتکاب "جنایت علیه بشریت" توسط حکومت چین، علیه شهروندان مسلمان اویغور (اعضای گروه مذهبی فالون گنگ) هیچ شکی وجود ندارد.»

### نسل‌کشی فرهنگی

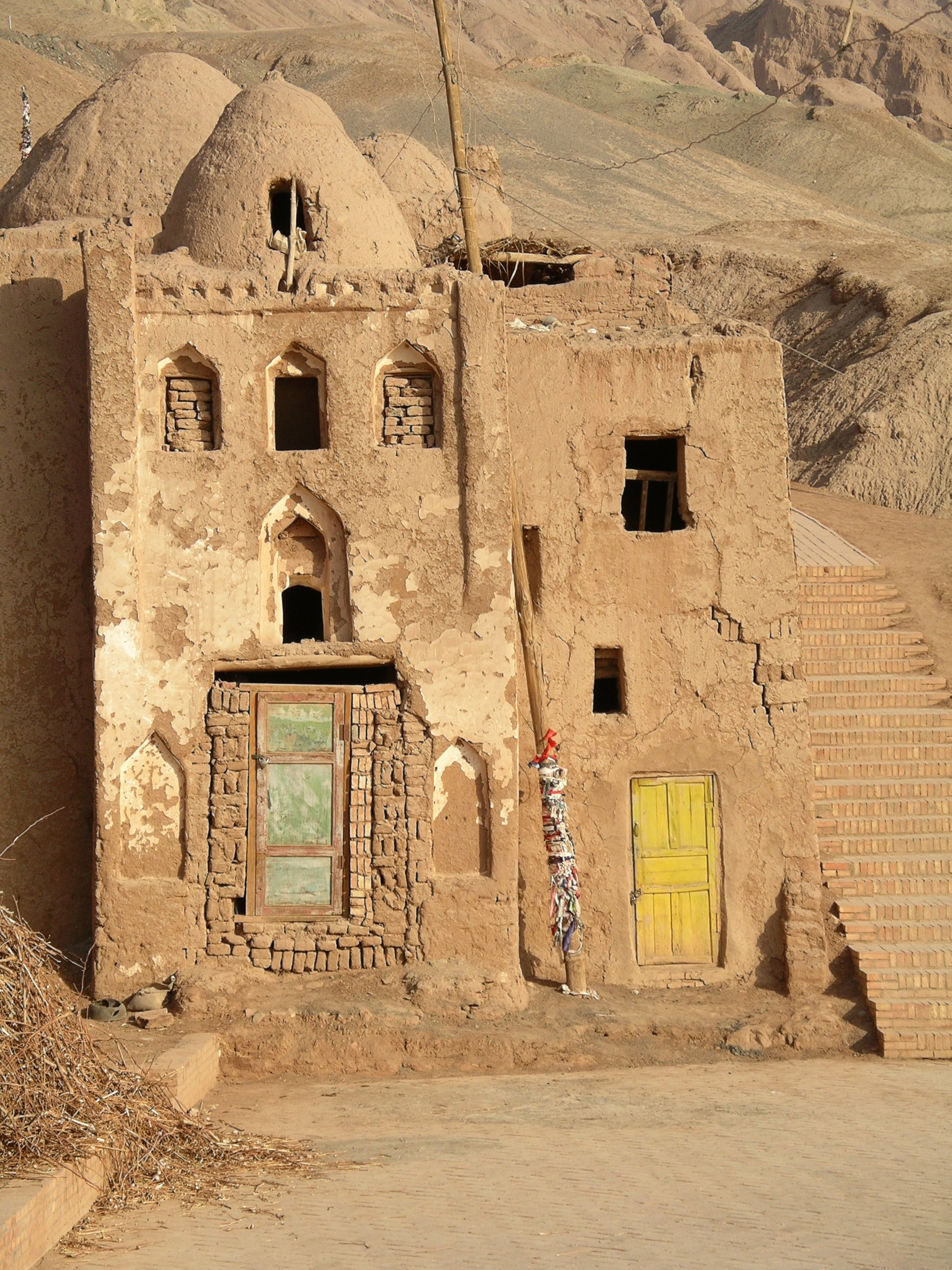
مسجدی در نزدیکی تورفان، سین‌کیانگ

حکومت کمونیست چین مسلمانان را از انتخاب نام‌های اسلامی برای فرزندان خود باز داشته‌است. استفاده از نمادهای اسلامی در استان مسلمان‌نشین سین‌کیانگ چین کاملا ممنوع است. رفت‌وآمدها به مساجد نیز محدود می‌شود. چین با فرستادن «مادران تعمیدی» - که در ‌واقع ماموران حکومت هستند - به خانواده‌ها نفوذ کرده و آنها را مجبور می‌کند تا به زبان چینی با فرزندان خود سخن بگویند. این حکومت با استفاده از شیوه‌های جدید نظارتی نظیر دوربین‌های مداربسته (با قابلیت تشخیص چهره) علیه بیش از ۱۰ میلیون شهروند اویغور فعالیت می‌کند.
به گزارش الجزیره منتشر شده در تاریخ ۱۰ فوریه ۲۰۱۹، مسلمانان در برخی مناطق چین بخاطر انجام فرایض دینی همچون نماز، روزه، پوشیدن حجاب اسلامی و داشتن ریش بلند بازداشت شدند.
به گزارش رادیو آزاد آسیا در سال ۲۰۱۵، فهرستی از نام‌های منع‌شده اعلام شد که استفاده از نام‌هایی اسلامی همچون "اسلام"، "قرآن"، "مکه"، "جهاد"، "امام"، "صدام"، "حج" و "مدینه" را ممنوع می‌کرد.

#### چینی‌سازی
بر اساس یک گزارش که به بیرون درز کرده، حزب کمونیست چین، دست به اجرای طرحی به قصد آسیمیلاسیون فرهنگی اویغورها زده‌است. این گزارش توسط بی‌بی‌سی و آدرین زنز - که یک متخصص در زمینه اقدامات چین در سین‌کیانگ است - به دست آمده‌است. این گزارش، حاصل از پرسشنامه‌هایی است که در سین‌کیانگ تهیه شده است.  این داده‌ها در سال ۲۰۱۹ در اینترنت به اشتراک گذاشته شد، و نهایتاً در اواسط ۲۰۲۰ از دسترس خارج شد. بنا بر گفته بی‌بی‌سی این گزارش به شکل تصادفی در فضای آنلاین قرار گرفت. بر اساس این گزارش، حکومت چین جمعیت مسلمان اویغور را مجبور می‌کند تا در نقاط دیگری خارج از موطن اصلی خود کار کنند. این "طرح انتقال شغل" به قصد برهم زدن دموگرافی جمعیتی اویغورها در سین‌کیانگ و ادغام آنها در فرهنگ چینی (یکسان‌سازی فرهنگی آنها) صورت می‌گیرد. بنا بر اظهارات اریک فَرِل روزنبرگ، یکی از مشاوران عالی سابق در موزه یادبود هولوکاست، نتایج حاصله از این گزارش، ارتکاب "جنایت علیه بشریت" را نشان می‌دهد.

#### منع حجاب اسلامی

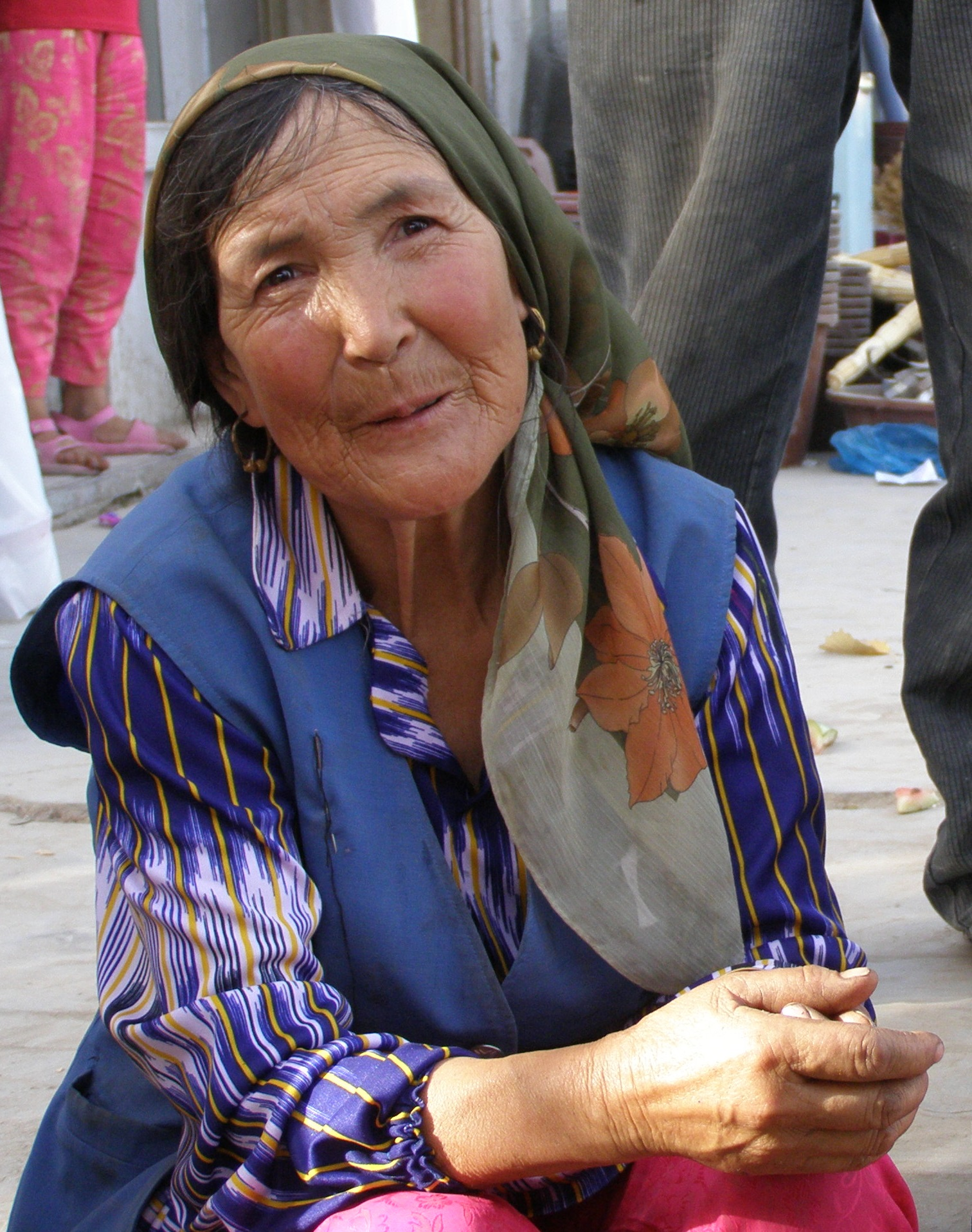
یک زن اویغور با حجاب اسلامی

حکومت کمونیست چین، زنان مسلمان را به دلیل پوشیدن حجاب اسلامی مورد آزار و اذیت قرار می‌دهد. برخی از زنان اویغور به این دلیل بازداشت شده‌اند. به همین خاطر تظاهراتی در اعتراض به این اقدامات  توسط زنان مسلمان در شهر آلاکاقا، واقع در منطقه آکسو برگزار شد که در پی آن ۲۵ دانشجوی دختر مسلمان به دلیل بر سر داشتن روسری بازداشت شدند. همچنین تیم خبری روزنامه واشنگتن پست که مشغول تهیه گزارش از این اتفاقات بود نیز بلافاصله پس از حضور در تظاهرات دستگیر و نهایتاً از کشور اخراج شد.
گزارش‌های درز کرده از کمپ‌های اجباری نشان می‌دهد که شماری از زنان زندانی به دلیل پوشیدن حجاب اسلامی در این کمپ‌ها زندانی شدند.

### کار اجباری
بر اساس گزارش گاردین، در سین‌کیانگ بیش از نیم میلیون کارگر اجباری وجود دارد. حکومت چین از این شهروندان با توسل به زور بهره‌کشی می‌کند. سین‌کیانگ یک پنجم کل پنبه جهان را تامین می‌کند و درصد قابل توجهی از کارگران این صنعت، کارگران اجباری هستند.
بنا بر گزارش بنیاد سیاست‌های استراتژیک استرالیا، حکومت چین شمار زیادی از شهروندان اویغور را به قصد استفاده به عنوان کارگر اجباری به خارج از سین‌کیانگ (محل زندگی و زادگاهشان) منتقل کرده و در کارخانجات مختلف مونتاژ همچون هوآوی، بی‌ام‌و، نایکی، سامسونگ، اپل، سونی و فولکس‌واگن استفاده می‌کند.

#### مزارع پنبه
حکومت کمونیست چین، اویغورها را وادار به کار اجباری در مزارع پنبه سین‌کیانگ می‌کند. چین یکی از بزرگترین تولیدکنندگان پنبه در جهان است و بسیاری از کارگران این صنعت اویغورها هستند. پس از بالا گرفتن اعتراضات توسط برخی شرکت‌های تولید پوشاک مانند نایکی، چین تهدید کرد که شرکت‌های نایکی و آدیداس را تحریم می‌کند. این خود باعث فروکش کردن این اعتراضات شد. به گفته فعالان اویغور اگر این کارگران اجباری، وظایف اجباری خود را انجام ندهند توسط ماموران شکنجه شده و یا به زندان فرستاده می‌شوند. اگر اعتراض و یا شکایتی حقوقی بکنند از حق وکیل محروم بوده و به اتهاماتی واهی محکوم می‌شوند. برخی از این اویغورها که تحمل کار اجباری را ندارند در این اردوگاه‌ها جان خود را از دست می‌دهند.

## واکنش‌ها و به‌رسمیت‌شناسی

### دولت‌ها
در تاریخ ۱۰ ژوئیه ۲۰۰۹ دولت رجب طیب اردوغان، نخست‌وزیر وقت ترکیه، در واکنش به کشته و زخمی شدن صدها نفر از اویغورها در واقعه ناآرامی‌های ۲۰۰۹ اورومچی، این کشتار را نسل‌کشی خواند. در تاریخ ۱۰ فوریه ۲۰۱۹، وزارت امور خارجه دولت اردوغان خواستار بسته شدن توقیف‌گاه‌های بازآموزی شد و رفتار حکومت چین با مسلمانان اویغور را یک "شرم برای بشریت" خواند. با این وجود، اردوغان که خودش را «مدافع حقوق مسلمانان در جهان» معرفی می‌کرد، بخاطر آنچه که مخالفانش «موضع ضعیف» او نسبت به نسل‌کشی اویغورها خواندند، هدف انتقاد شدید قرار گرفت. در تاریخ ۲۸ ژانویه ۲۰۲۱ مرال آکشنر از رهبران سیاسی مخالف اردوغان،  در پارلمان ترکیه و در انتقاد از اردوغان و حزبش گفت: «آنها می‌گویند بزرگترین مدافعان مسلمانان هستند، اما در شنیدن صدای برادران و خواهران ما که فریاد میزنند "ما ترک‌های مسلمان هستیم" شکست میخورند.»
در آوریل ۲۰۲۱ دولت ترکیه سفیر چین در این کشور را به دلیل اظهاراتش  در ارتباط با مسلمانان اویغور احضار کرد. احضار این مقام پس از اظهاراتش در شبکه اجتماعی توئیتر نسبت به واکنش سیاستمداران ترکیه‌ای پیرامون نسل‌کشی اویغورها صورت گرفت. لویی شائوبین، سفیر چین در آنکارا در توییت خود به ترکی نوشت، «چین با هرگونه چالش توسط هر شخص یا قدرت در برابر حاکمیت و تمامیت ارضی این کشور مخالفت می‌کند و حق پاسخ مناسب را برای خود محفوظ می‌داند». این اظهارات واکنش جامعه سیاسی ترکیه از جمله حزب  ملی‌گرای خوب (به ترکی استانبولی: Iyi Parti) به رهبری خانم مرال آکشنر را برانگیخت. آکشنر در واکنش به این توئیت سفارت چین نوشت: «حرف توخالی نزنید، اول دست از نسل‌کشی اویغورها بردارید!» دولت ترکیه بارها در مجامع بین‌المللی از جمله در نشست سازمان همکاری اسلامی اقدام به جلب توجه جامعه جهانی نسبت به وضعیت اویغورها کرده‌است. اما بسیاری از کشورهای مسلمان از جمله جمهوری اسلامی ایران و جمهوری اسلامی پاکستان به دلیل اعمال فشار توسط چین و وابستگی اقتصادی به این کشور، تاکنون درباره سرکوب اویغورها سکوت اختیار کرده‌اند.
 در تاریخ ۱۹ ژانویه ۲۰۲۱ دولت ایالات متحده رسماً رفتار حکومت چین با مسلمانان اویغور را در ردیف نسل‌کشی طبقه‌بندی کرد. دولت رئیس‌جمهور دونالد ترامپ در روزهای پایانی خود دست به این اقدام زد. آنتونی بلینکن، وزیر امورخارجه منتخب رئیس‌جمهور جو بایدن نیز با این اقدام موافقت کرد و گفت: «قضاوت من هم همین است». در این رابطه آمریکا ارتباط خود با بسیاری از شرکت‌های چینی - که از مسلمانان اویغور برای کار اجباری استفاده می‌کنند - را قطع کرد. همچنین، "شرکت تولید و ساخت سین کیانگ چین (XPCC)" - که مهم‌ترین شرکت تولید پنبه در چین است - نیز به دلیل اعمال بیگاری بر اقلیت اویغور تحریم شد. دولت آمریکا به سرمایه‌گذاران و تاجران نسبت به هرگونه همکاری با این گونه از شرکت‌های چینی هشدار داد.
در تاریخ ۲ فوریه ۲۰۲۱ و بلافاصله پس از انتشار گزارش "تجاوز سیستماتیک به زنان مسلمان"، دولت آمریکا این اقدامات را محکوم کرد. در این رابطه، سخنگوی وزارت امور خارجه دولت آمریکا اعلام کرد که از خاطر این اعمال به شدت آشفته ‌‌است. این مقام آمریکایی افزود «این بی‌رحمی‌ها وجدان آدم را شوکه می‌کند و باید با عواقب جدی مواجه شود.»
 در تاریخ ۳ فوریه ۲۰۲۱، نایجل آدامز، یکی از وزرای دولت بریتانیا در واکنش به انتشار گزارش "تجاوز سیستماتیک به زنان مسلمان" اظهار داشت که این گزارش وقوع «اعمال شیطانی» را نشان داده‌است.
 ماریس پاین، وزیر امورخارجه استرالیا، نیز در فوریه ۲۰۲۱ در واکنش به گزارش "تجاوز سیستماتیک به زنان مسلمان" اظهار داشت که ماموران حقوق‌بشری سازمان ملل متحد باید «فوراً» به منطقه مسلمان‌نشین چین دسترسی پیدا کنند. همچنین او خواستار «شفافیت» دولت چین درباره وضعیت مسلمانان این کشور شد.
 در تاریخ دوشنبه ۲۲ مارس ۲۰۲۱، دولت کانادا چهار مقام عالی‌رتبه چینی را در ارتباط با سرکوب اویغورها تحریم کرد. این اقدام کانادا بلافاصله در پی تحریم این مقامات توسط اتحادیه اروپا صورت گرفت. جاستین ترودو، نخست‌وزیر کانادا، در یک سخنرانی در این تاریخ، از این تصمیم دفاع کرد.
 جمهوری اسلامی ایران، برخلاف کشور همسایه‌اش‌ ترکیه، رویکرد متفاوتی در قبال مسئله اویغورها اتخاذ کرد. مقامات حکومت جمهوری اسلامی، نه‌تنها سرکوب اویغورها را محکوم نکرده‌اند بلکه در تلاش‌ هستند تا سیاست‌های حکومت چین در قبال اویغورها را توجیه کنند. دلایلی همچون «اعمال فشار از سوی حکومت چین» و «وابستگی اقتصادی به این کشور» به عنوان علت این رویکرد مطرح شده‌است. چند روز پس از امضای قرارداد ۲۵ ساله ایران و چین، محمدرضا کشاورز‌‌زاده، سفیر جمهوری اسلامی ایران در چین، وقوع نسل‌کشی علیه مسلمانان چین را انکار کرده و ادعا کرد گه "وضعیت زندگی این مردم بهتر شده" و از حکومت کمونیست چین به این خاطر تشکر کرد. کشاورز‌زاده گفت اقدامات حکومت کمونیست چین در سین‌کیانگ "جرم و خشونت و کشتار نژادی نبوده، بلکه تلاش برای فقرزدایی ‌است" و در ادامه نسل‌کشی مسلمانان اویغور چین را «دروغ‌بافی» خواند. در واکنش به این اظهارات کشاورز‌‌‌زاده، شماری از رسانه‌های چینی از سخنان او استقبال کردند.
در تاریخ سه‌شنبه ۲۶ اسفند ۱۳۹۹، محمود احمدی‌نژاد، ریاست جمهوری پیشین نظام جمهوری اسلامی، در مورد رویکرد این حکومت در مواجهه با نسل‌کشی مسلمانان چین موضع گرفت. او نسبت به سکوت این نظام در مقابل این وقایع اعتراض کرد. احمدی نژاد در این باره گفت: «... الآن در قلب آسیا، بخاطر قدرت، در اویغور دارند نسل کشی می‌کنند. زنان و بچه‌ها را می‌برند و بلاهایی سر آنان می‌آورند که نسل‌شان را قطع کنند. انسان از بازگویی این مطالب شرم می‌کند. نه اینکه فکر کنید چون آنها مسلمان هستند من دارم دفاع می‌کنم.، آنها هم انسان هستند. بحث، بحث انسانی است. تعجب می‌کنم از کشور خودمان که چرا سکوت کرده‌اند. ما که ادعای مسلمانی داریم، ادعای مبارزه با ظلم و استکبار را داریم. چه چیزی در ازای این سکوت دریافت شده است؟ که آنجا به این شکل دارند ظلم و جنایت می‌کنند و اینجا همه سکوت کرده‌اند. چرا تذکر نمی‌دهید و اعتراض نمی‌کنید؟ فرقی نمی‌کند کجای دنیا باشد. چه رابطه ای هست؟».

### نهادهای بین‌المللی

#### سازمان ملل متحد
در ژوئیه ۲۰۱۹، ۲۲ کشور عضو سازمان ملل متحد در طی یک بیانیه مشترک در چهل‌ویکمین جلسه شورای حقوق بشر سازمان ملل متحد بازداشت ‌جمعی مردم اویغور در اردوگاه‌های اجباری را محکوم کردند. آنها از دولت چین خواستند تا از بازداشت جمعی و ایجاد محدودیت علیه جنبش آزادی‌خواهانه مردم اویغور و دیگر اقلیت‌های مسلمان در سین‌کیانگ دست بردارد.

#### اتحادیه اروپا
در تاریخ دوشنبه ۲۲ مارس ۲۰۲۱ اتحادیه اروپا در واکنش به نسل‌کشی اویغورها شماری از افراد و یک نهاد وابسته به حکومت چین را مورد تحریم قرار داد. مطابق با این تحریم‌ها اموال این افراد مصادره و از ورود آنها به کشورهای اتحادیه اروپا ممانعت صورت می‌گیرد. این نخستین تحریم حکومت کمونیست چین توسط این اتحادیه از زمان اعتراضات دموکراسی‌خواهانه میدان تیان‌آن‌من در سال ۱۹۸۶ است. همچنین شهروندان و شرکت‌های اروپایی از مراوده مالی با این افراد منع شدند. این تحریم‌ها چهار مقام چینی در استان سین‌کیانگ را مورد هدف قرار داد. ۲۷ کشور عضو این اتحادیه اموال «شرکت ساخت و تولید سین‌کیانگ» که به گفته این نهاد "یک سازمان حکومتی اقتصادی و شبه‌نظامی است که سین‌کیانگ و اقتصاد آن را اداره می‌کند" را مصادره کردند. در حمایت از این تصمیم اتحادیه اروپا، کشورهای بریتانیا، آمریکا و کانادا نیز به این تحریم‌ها پیوستند. دومنیک راب و آنتونی بلینکن، به‌ترتیب وزرای امور خاریجه بریتانیا و آمریکا، در بیانیه‌هایی خواستار پایان جرایم ضدبشری در سین‌کیانگ شدند. در واکنش به این تحریم‌ها، حکومت کمونیست چین، بلافاصله تعدادی از مقامات اروپایی را (به قصد تلافی) تحریم کرد و اظهارات آنها را "نشر اکاذیب" خواند.

#### موزه یادبود هولوکاست
در تاریخ سه‌شنبه ۹ نوامبر ۲۰۲۱ موزه یادبود هولوکاست با صدور گزارشی اعلام کرد به شدت از این بابت نگران است که دولت چین "ممکن است علیه اویغورها مرتکب نسل‌کشی" شده باشد. این نهاد در گزارش خود به ارتکاب بالقوه اعمالی همچون "عقیم‌سازی اجباری، خشونت جنسی، برده‌داری، شکنجه و جابجایی اجباری" اشاره کرده‌است.

### پارلمان‌ها

#### کنگره آمریکا
در تاریخ پنج‌شنبه ۱۴ ژانویه ۲۰۲۱ کنگره آمریکا در گزارشی دوجانبه (از حزب جمهوری‌خواه و دموکرات) گفت: "نسل‌کشی مسلمانان چین به شکل بالقوه در حال انجام است." کمیسیون اجرایی کنگره آمریکا درباره چین (به انگلیسی: The Congressional-Executive Commission on China (CECC)) در جدیدترین گزارش خود اظهار داشت که «جنایت علیه بشریت» و به احتمال بالقوه «نسل‌کشی» در حال انجام است. همچنین این کمیسیون حکومت چین را بخاطر «آزار و اذیت اویغورها در خاک آمریکا» مقصر دانست.  

#### پارلمان کانادا
در تاریخ ۲۳ فوریه ۲۰۲۱ پارلمان کانادا نسل‌کشی اویغورها را به رسمیت شناخت. در این رای‌گیری، تمام ۲۶۶ عضو حاضر در این مجلس به رسمیت‌شناسی نسل‌کشی اویغورها رای مثبت دادند. همچنین نمایندگان این مجلس از اقدام احتمالی انجمن بین‌المللی المپیک در لغو برگزاری المپیک زمستانی ۲۰۲۲ در پکن، «در صورتی که چین به نسل‌کشی ادامه دهد» حمایت کردند.

#### پارلمان هلند
در تاریخ پنج‌شنبه ۲۵ فوریه ۲۰۲۱ پارلمان هلند - در طی تصویب یک طرح غیرالزام‌آور - رفتار حکومت چین با اقلیت مسلمان اویغور را نسل‌کشی اعلام کرد. این نمایندگان گفتند مواردی همچون 'جلوگیری از فرزندآوری' و 'کمپ‌های اجباری' با "قطع‌نامه ۲۶۰ سازمان ملل متحد" موسوم به 'کنوانسیون نسل‌کشی' مطابقت دارد.

#### مجلس عوام بریتانیا
در ۲۲ آوریل ۲۰۲۱، مجلس عوام بریتانیا به اتفاق آرا با تصویب یک طرح غیرالزام‌آور، نقض حقوق بشر در سین‌کیانگ را نسل‌کشی اعلام کرد.

#### پارلمان نیوزیلند
در مهٔ ۲۰۲۱، پارلمان نیوزیلند به اتفاق آرا اعلام کرد که «نقض شدید حقوق بشر» در چین علیه مردم اویغور در حال انجام است.

### سازمان‌های تجاری

#### اچ اَند ام
در فوریه ۲۰۲۱ شرکت سوئدی اچ اند ام با صدور یک بیانیه رسمی اعلام کرد که نسبت به "گزارش‌هایی از سازمان‌های حقوق بشری و رسانه‌ها پیرامون کار اجباری در سین‌کیانگ بدست آمده به‌شدت نگران است" و اظهار داشت که از پنبه‌های تولید شده در سین‌کیانگ در محصولات خود استفاده نمی‌کند. در واکنش به این اقدام، یک فروشگاه اینترنتی چینی فروش محصولات این شرکت سوئدی را متوقف کرد.

#### نایکی
شرکت آمریکایی نایکی، (که یک تولیدکننده در عرصه کفش‌های اسپورت است) در دسامبر ۲۰۲۰ طی یک بیانیه رسمی نسبت به اعمال کار اجباری بر مردم اویغور (در مزارع پنبه در استان سین‌کیانگ) ابراز نگرانی کرد. این شرکت اظهار داشت که پنبه مورد نیاز خود را از این منطقه تامین نمی‌کند. در واکنش به این اقدام نایکی و اچ اند ام، «سازمان جوانان کمونیست» - که ارگان وابسته به حزب کمونیست چین است - در طی صدور پستی در شبکه‌های اجتماعی این دو شرکت را به "نشر شایعه در جهت بایکوت پنبه سین‌کیانگ" متهم کرد. در این راستا، رسانه‌های حکومتی چین نیز کمپین‌هایی علیه این دو شرکت ترتیب دادند.